# Złota świątynia Dambulla
Złota Świątynia Dambulla, świątynia buddyjska składająca się z pięciu jaskiń powstawała w okresie od I wieku p.n.e. do XVIII wieku. Położona w centralnej części Sri Lanki w miejscowości Dambulla. W 1991 roku została wpisana na Listę Światowego Dziedzictwa UNESCO.
Na świątynie składają się groty:
- Dewadżara Wihara (Świątynia Króla-Boga) z 14-metrową rzeźbą przedstawiającą odpoczywającego Buddy[2] i dobrze zachowanymi malowidłami ściennymi;
- Maharadża Wihara (Świątynia Wielkiego Króla), największa ze wszystkich z najwspanialszymi malowidłami ściennymi przedstawiającymi sceny z życia Buddy i historii wyspy. Znajdują się w niej liczne posągi Buddy: 16 w pozycji stojącej i 40 w pozycji siedzącej[2];
- Maha Alut Wihara (Wielka Nowa Świątynia), najmłodsza ze świątyń pochodząca z XVIII wieku;
- świątynia poświęcona królowej Somawathi;
- piąta świątynia była remontowana w XVIII wieku;

## Galeria

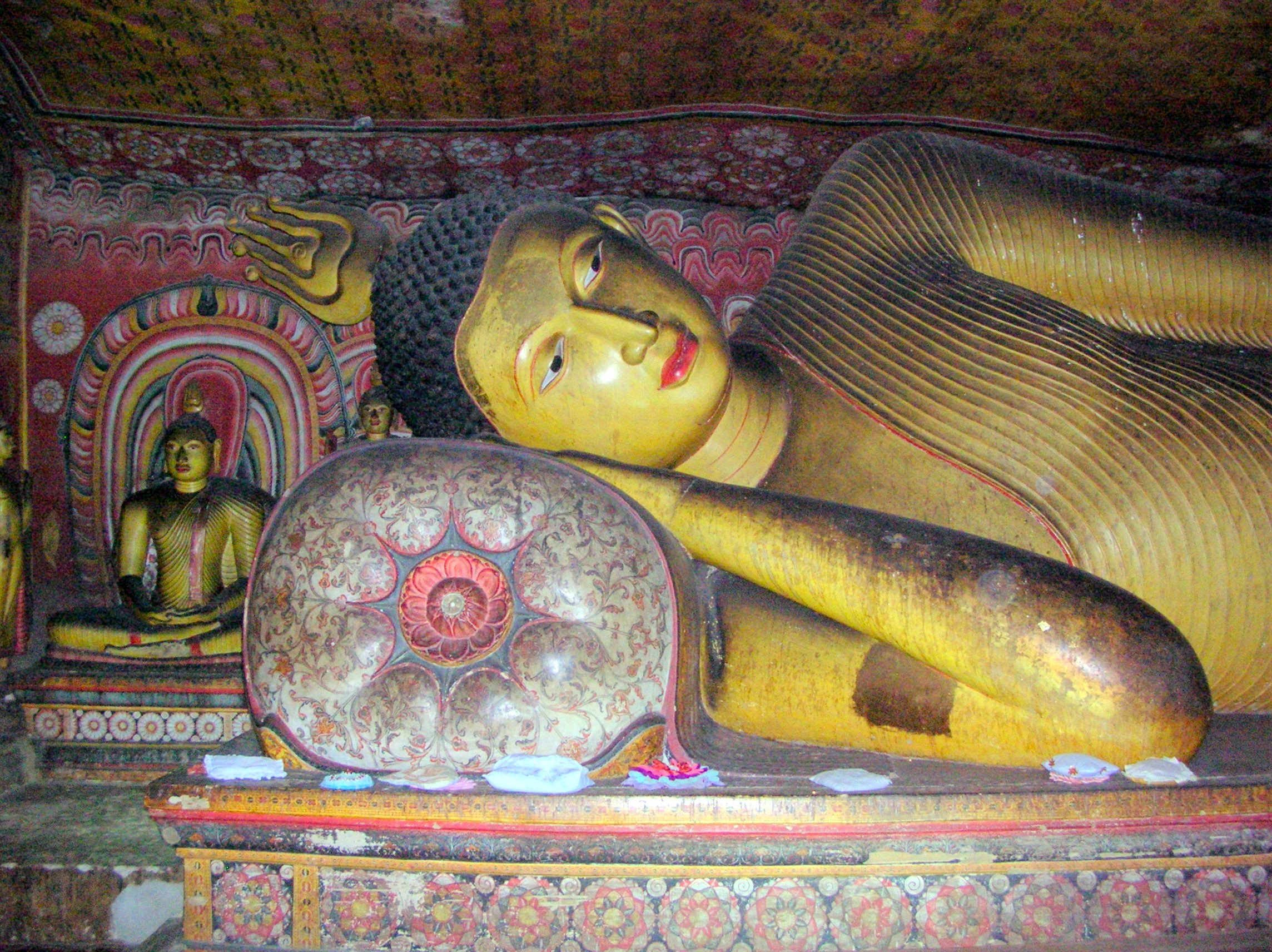
Odpoczywający Budda z Świątyni Króla-Boga
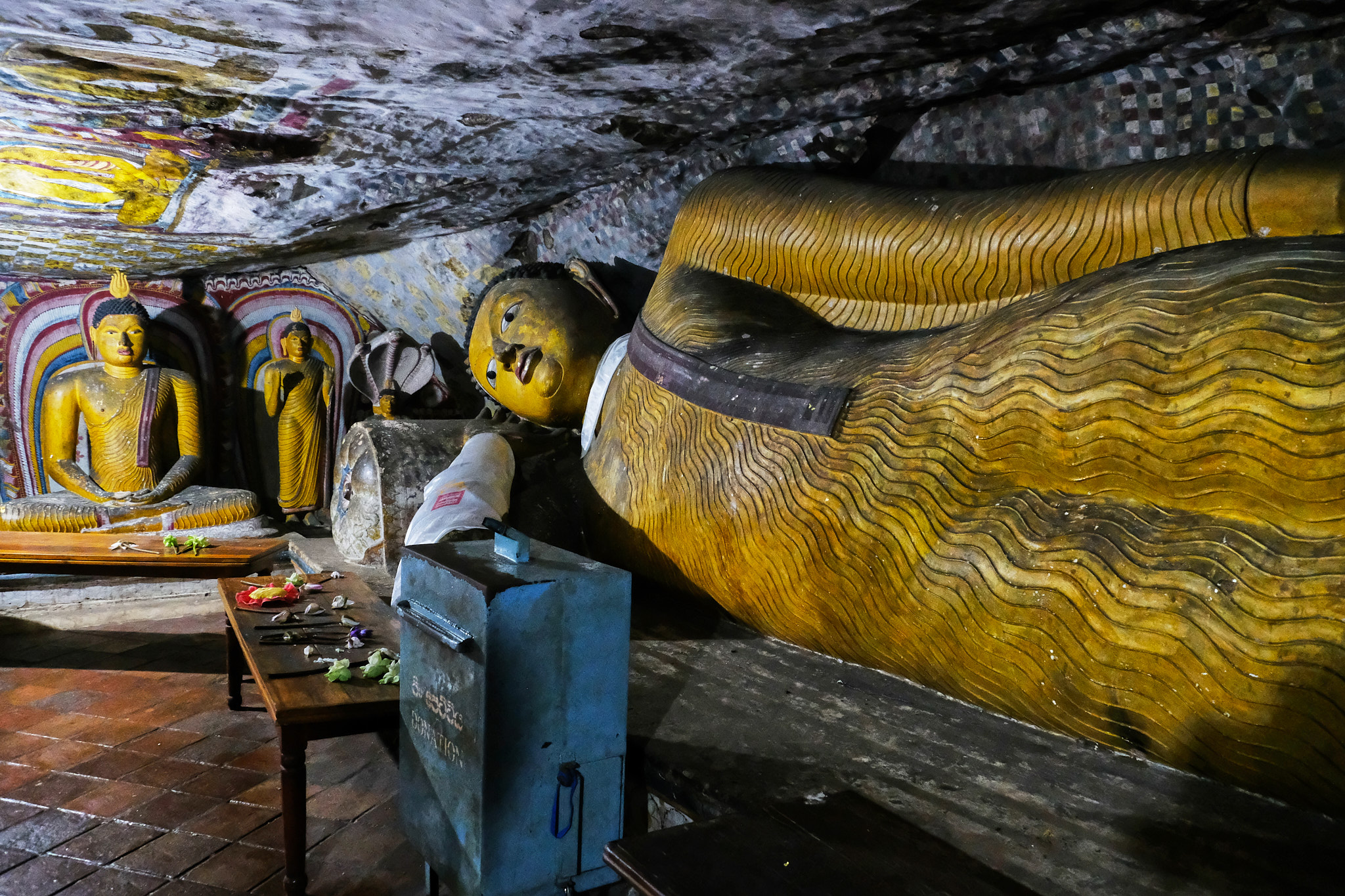
Leżący Budda
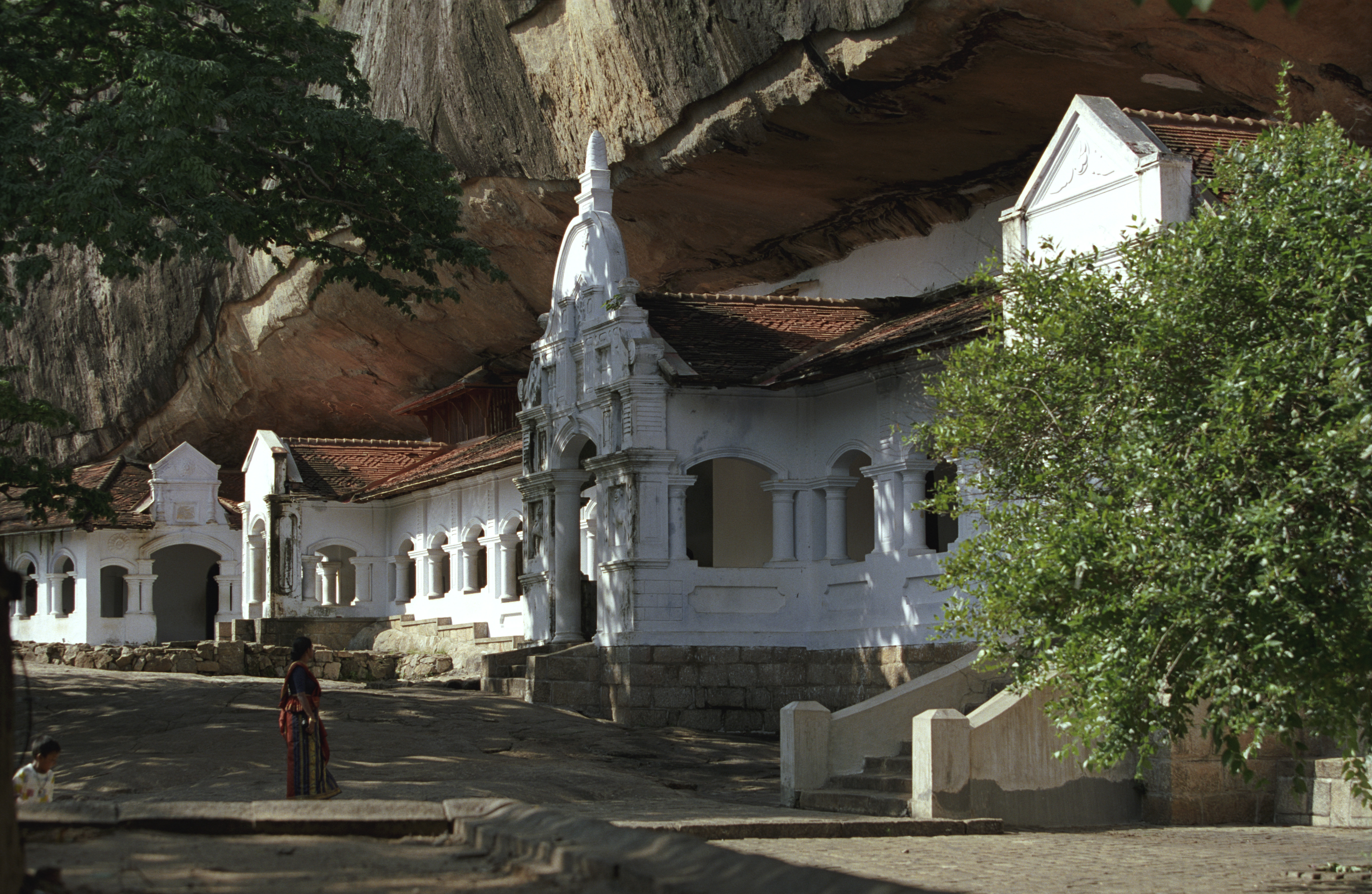
Wejście do świątyń
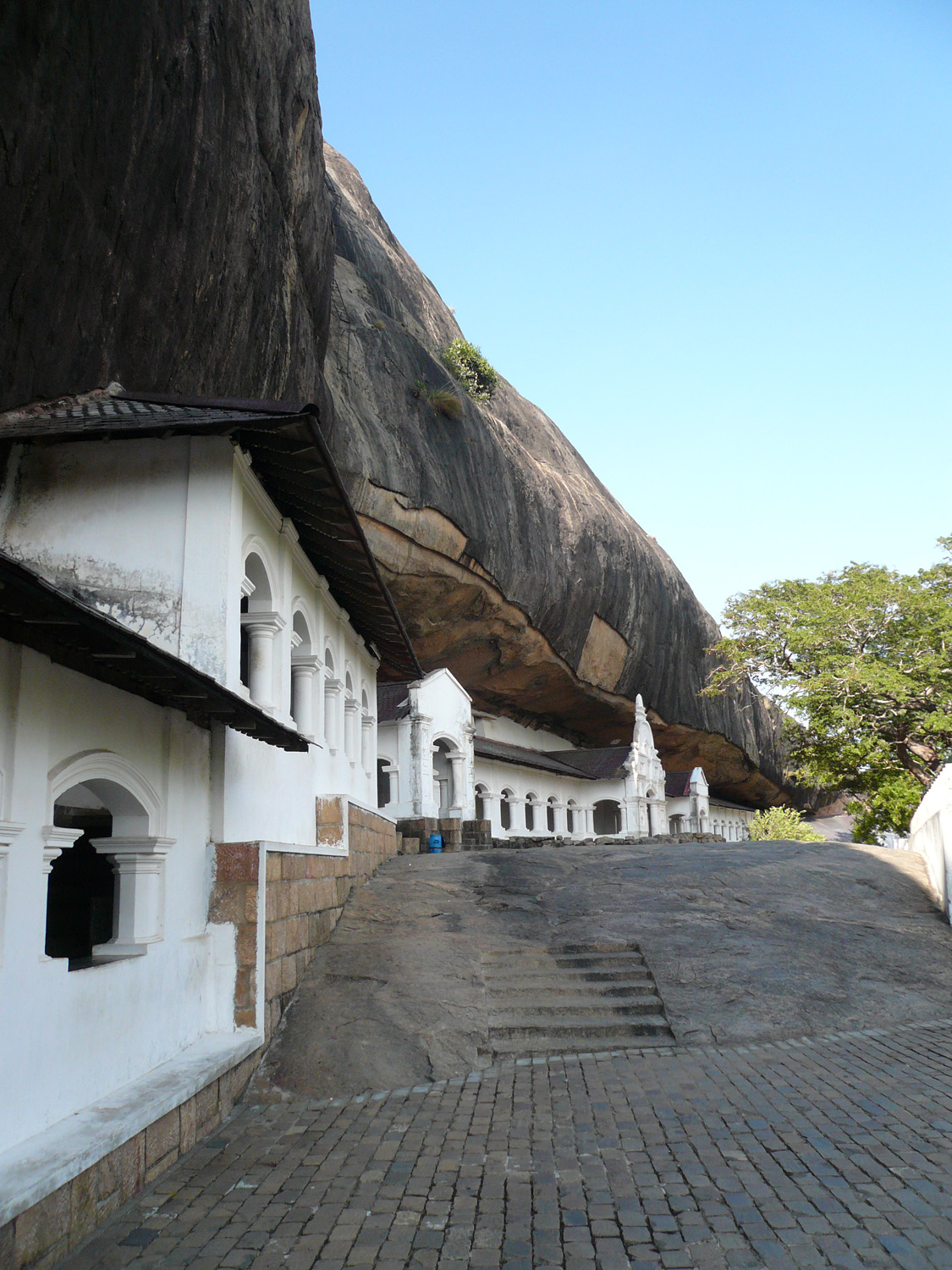
Świątynia od zewnątrz
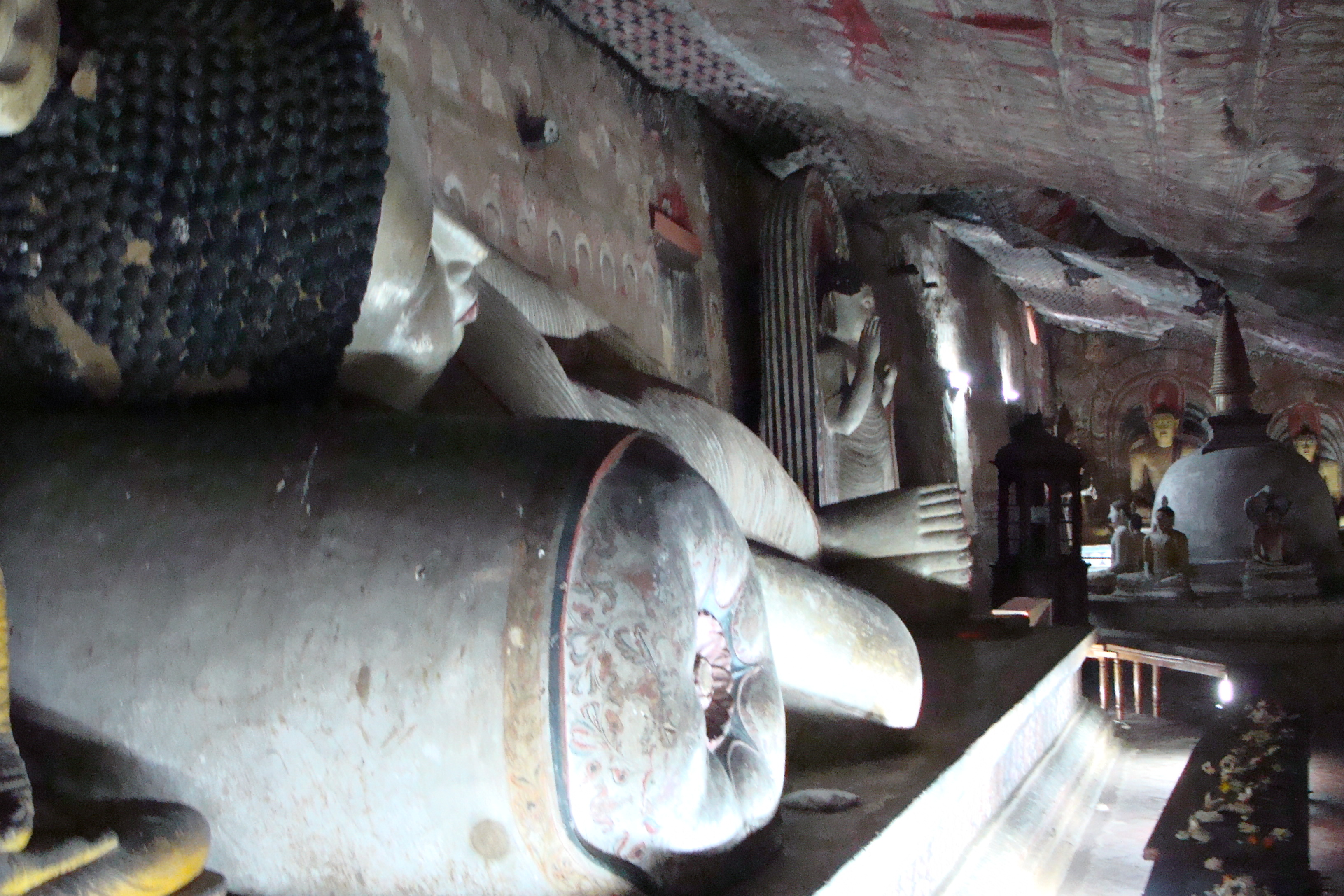
Jedno z wnętrz świątyni
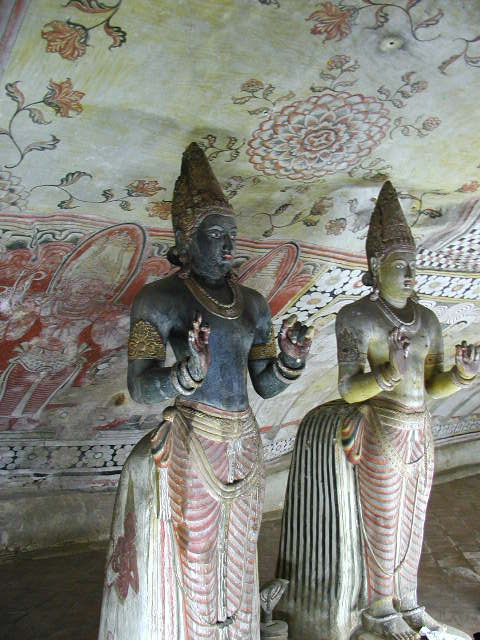
Rzeźby w pomieszczeniu świątynnym
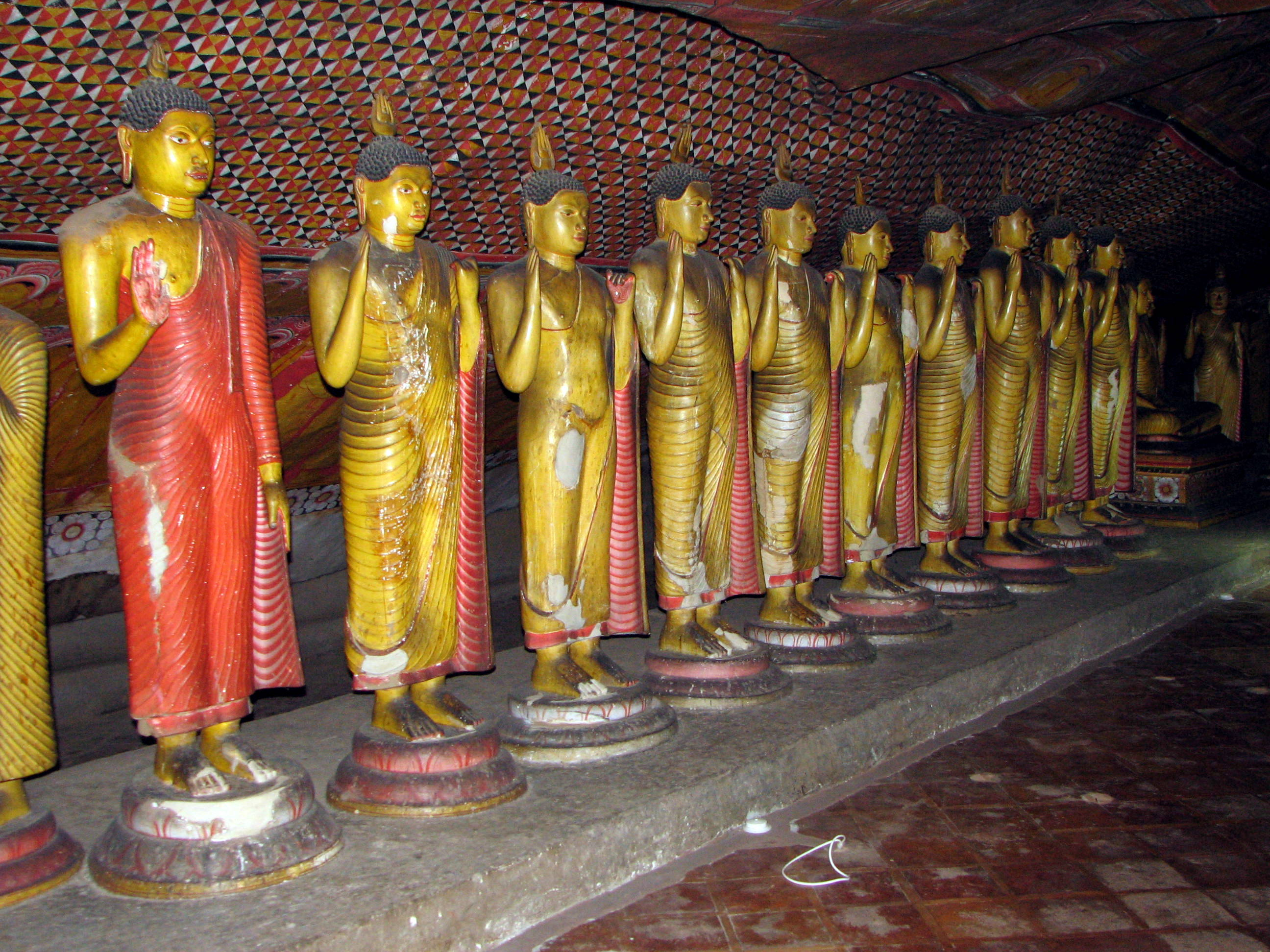
Rząd rzeźb wewnątrz świątyni
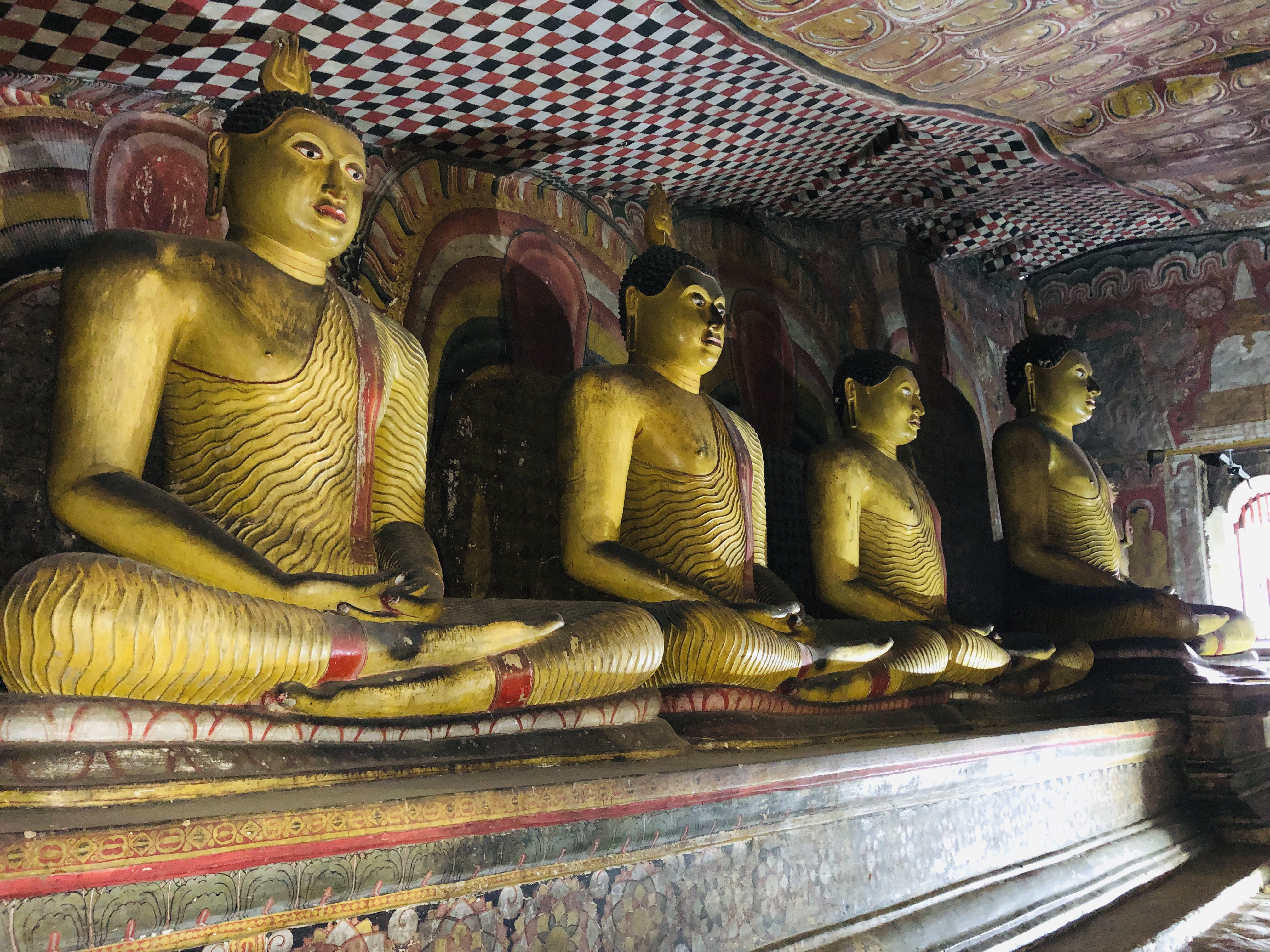
Siedzący Buddowie
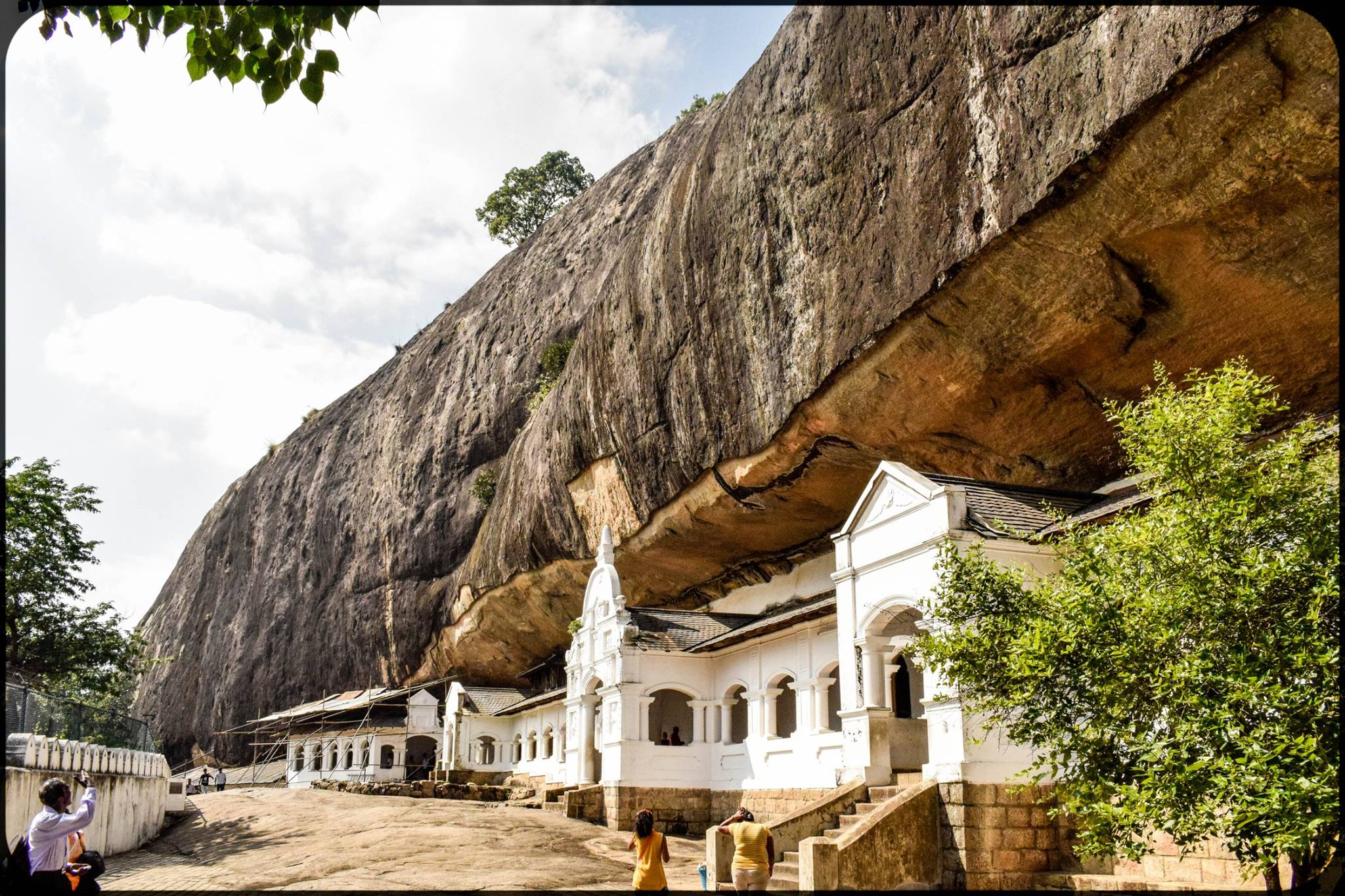
Skała nad budynkami świątynnymi